# 出雲充

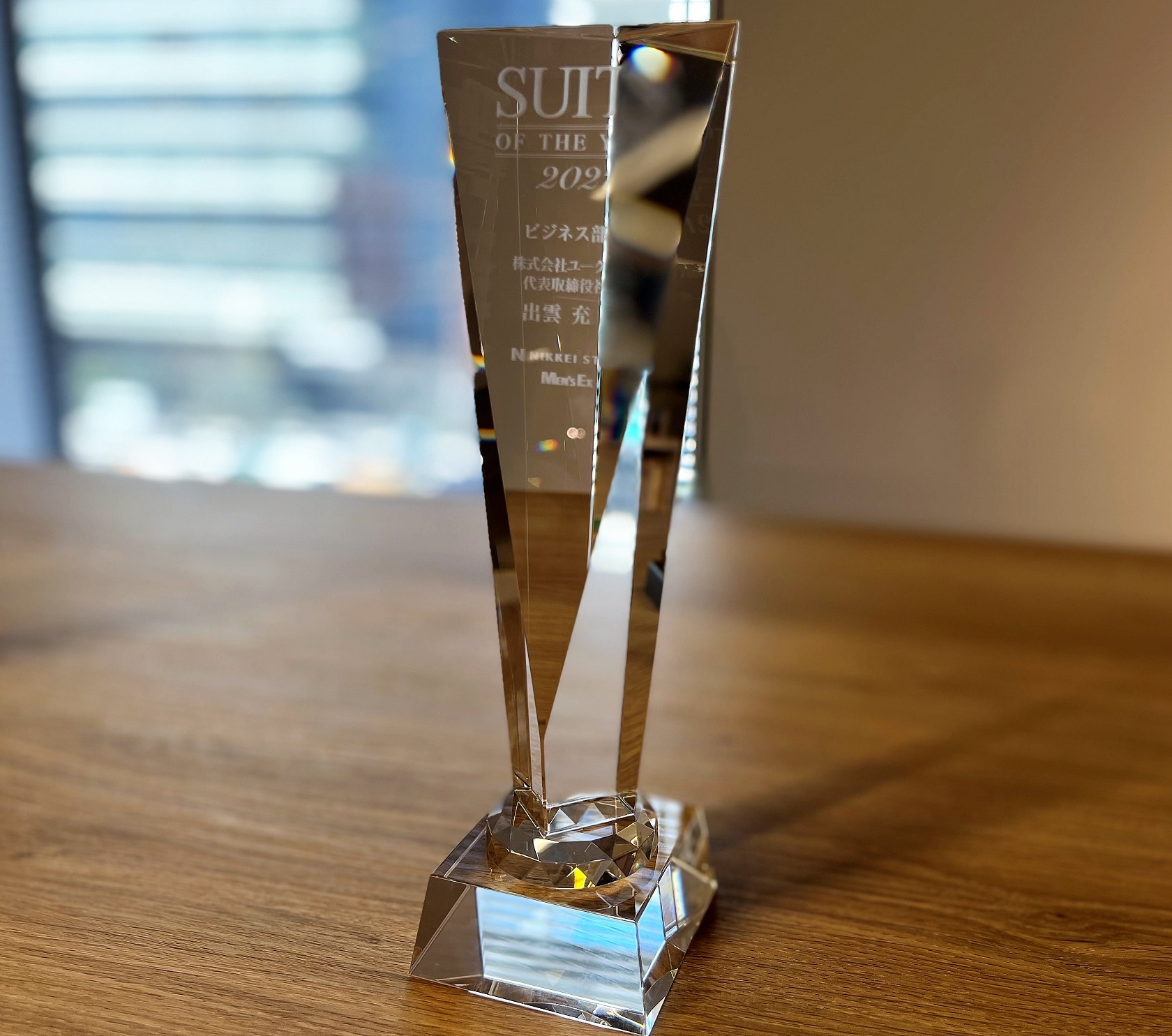
出雲充『SUIT OF THE YEAR2021』トロフィー

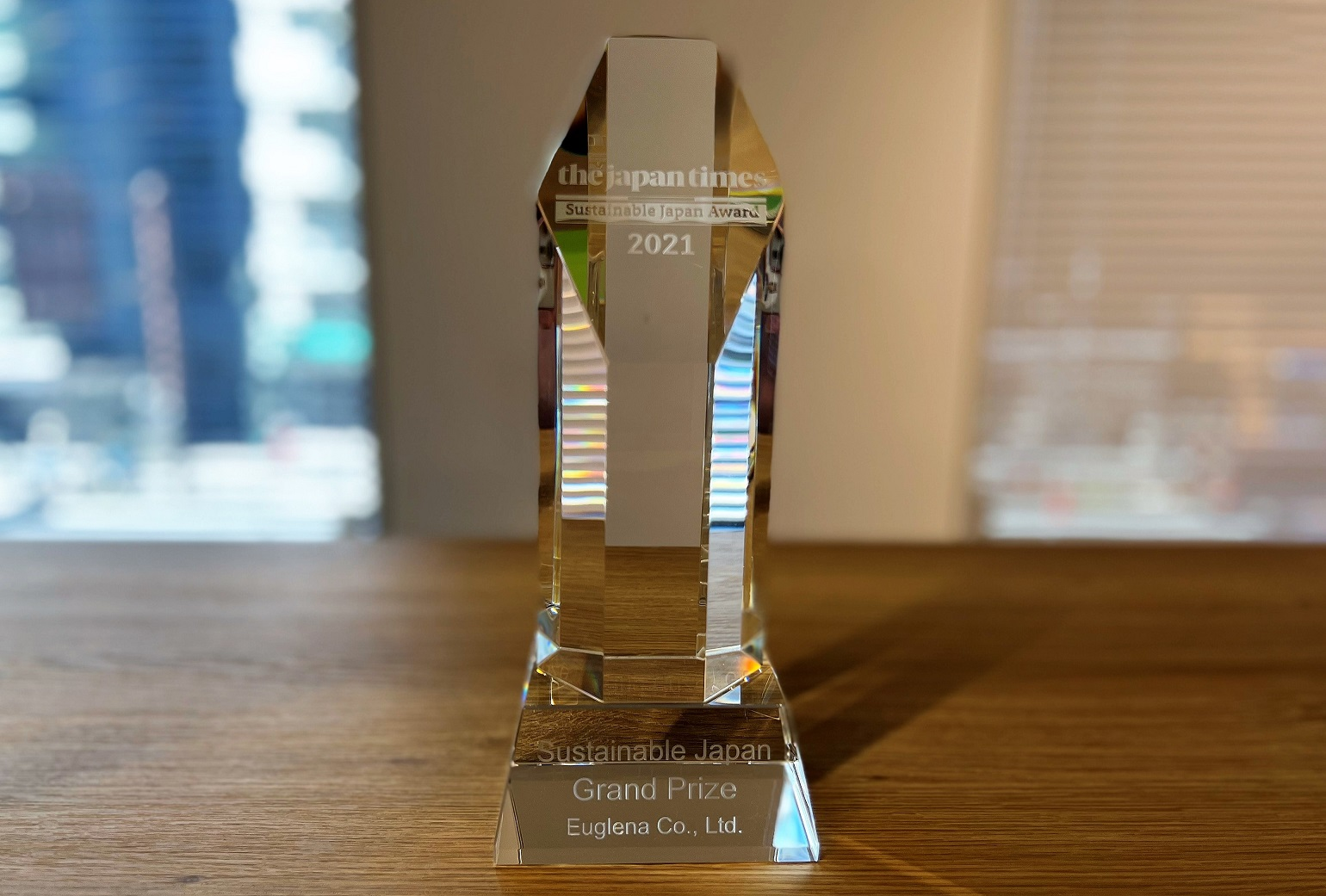
出雲充『Sustainable Japan Award』トロフィー

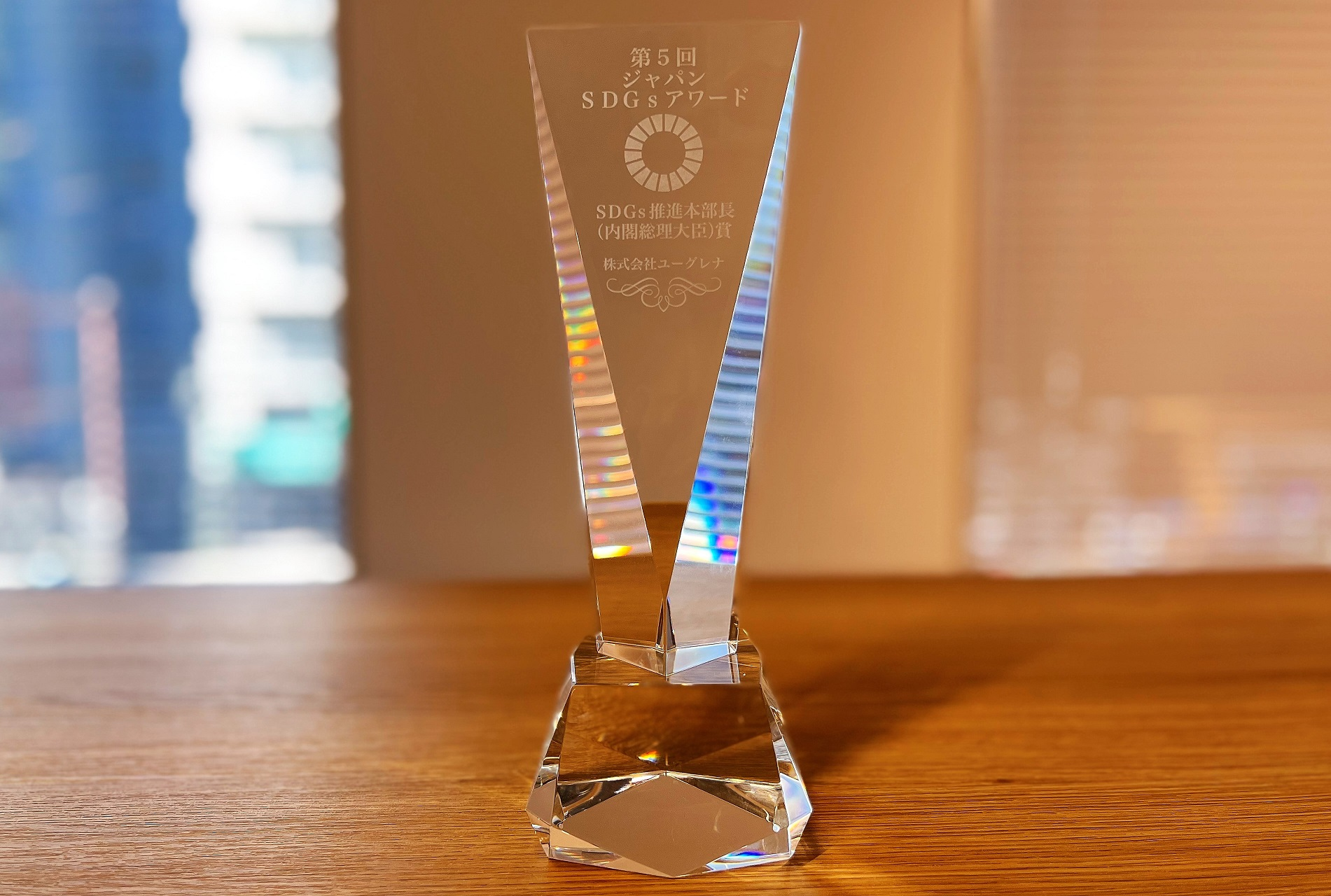
出雲充『第5回ジャパンSDGsアワード』トロフィー

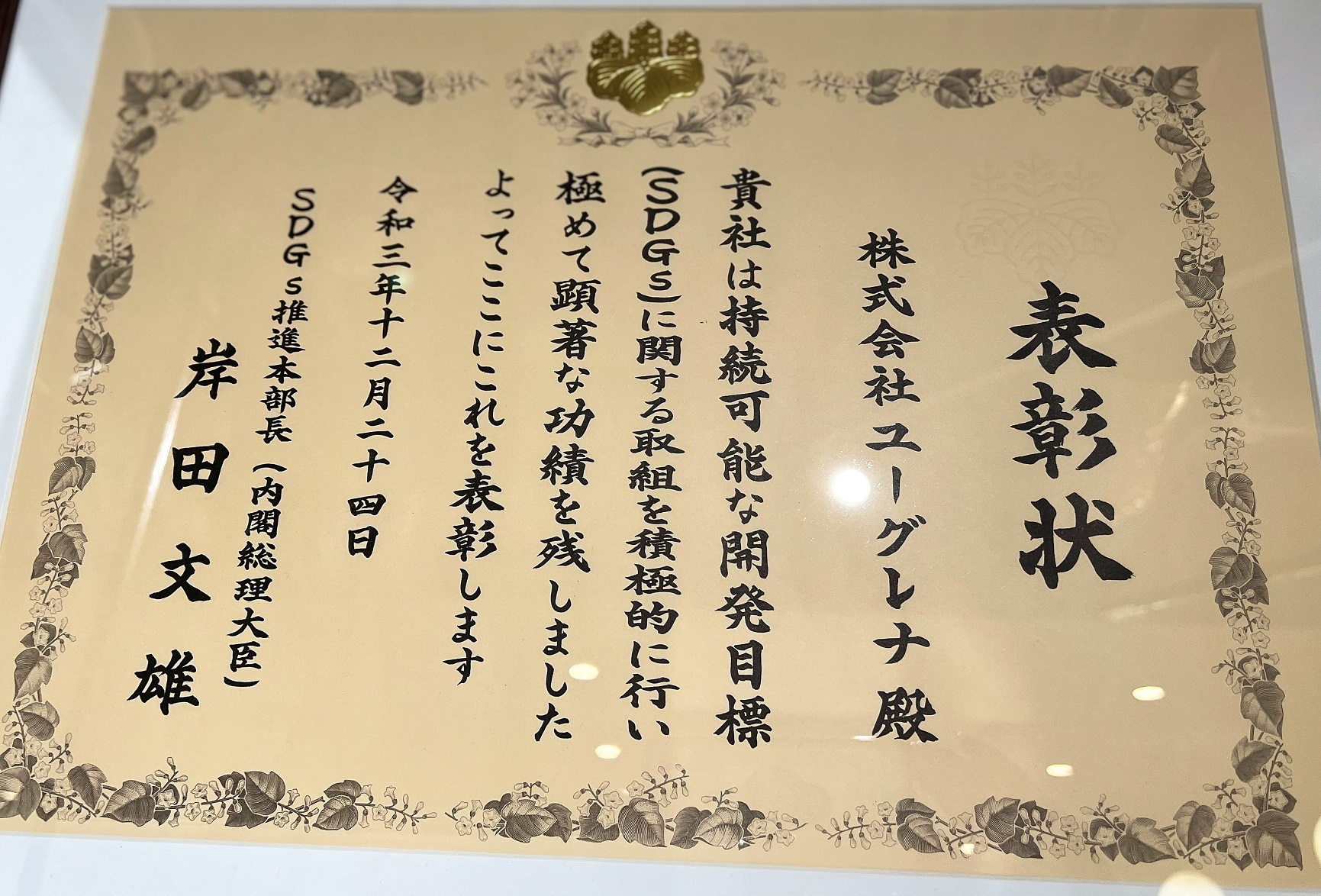
出雲充『第5回ジャパンSDGsアワード』表彰状

出雲 充（いずも みつる、1980年1月17日 - ）は、日本の実業家。ミドリムシ（学名 ユーグレナ）の研究・生産を行うバイオベンチャー企業株式会社ユーグレナ創業者・代表取締役社長である。広島県呉市生まれ、東京大学農学部卒業。世界経済フォーラム（ダボス会議）ヤンググローバルリーダー、第一回日本ベンチャー大賞「内閣総理大臣賞」受賞。経団連審議員会副議長。著書に『僕はミドリムシで世界を救うことに決めた。』がある。

## 経歴
1980年（昭和55年）1月17日、母親の帰省先の広島県呉市で出生。2歳まで神奈川県川崎市宮前区の宮前平で暮らしたのち、弟の誕生を機に多摩ニュータウンに移り住んだ。駒場東邦中学校に合格、インターネットの可能性に魅了されマルチメディア研究会を発足。駒場東邦高等学校に進学後、文化祭でプリントシール機をパソコンで作って披露した。何かを形にして人のためになる事に喜びを感じ、ニュースで世界中で貧困に苦しみ子どもたちが亡くなっている事を知る。「国際連合で働いて、世界から飢餓や貧困をなくしたい」と考える。東大に入ることを決意、過去20年分の入試問題から問題の傾向を分析する。
1998年（平成10年）東京大学文科三類に進み、グラミン銀行のインターンとしてバングラデシュに赴いた出雲はタンパク質やミネラルの不足による深刻な栄養失調の現場に直面し、国連に代わる目標を探ることになる が、国連に就職するのは遠回りだと感じ、栄養のある作物を届けたいと農学部へうつり、栄養素などの研究をはじめた。そこでミドリムシと出会い、探し求めていた物に出会った。バングラデシュに持っていこうとしたが屋外での培養は当時は不可能、大学卒業まで謎を掴めなかった。サークルで、一つ後輩でのちにユーグレナの取締役CTOとなる鈴木健吾と出会い、出雲は鈴木が在籍する農学部農業構造経営学専修課程へ転部する。出雲が、栄養失調解決の可能性を持つミドリムシについて知るのも、鈴木との会話がきっかけであった。
2002年（平成14年）4月、東大農学部を卒業。東京三菱銀行（現 三菱UFJ銀行）に就職するがミドリムシへの愛と大きな夢は捨てられず、銀行員として働く傍ら、週末は東大でミドリムシの研究を重ねた。同年12月、退職を決断。2003年（平成15年）3月20日に東京三菱銀行を退職した。23歳で無職となって自分を追い込みミドリムシの研究一本に絞った。ミドリムシの培養をしては失敗を繰り返し1年、貯金は底を尽きてしまった。そこでスポンサーを探すため当時のライブドア社長だった堀江貴文に資金援助を直談判、「面白い！俺が投資するので会社にしろ」と言われ、2005年（平成17年）にオフィスを間借り、友人を含めて3人で会社を設立。熱い想いが大阪府立大学の教授の心を動かし、日本中の研究者たちに声掛け。研究者・先生方が自ら集めた研究データを提供してくれた。
2004年（平成16年）中国・青島市で開催された会合で、のちにユーグレナの取締役CMOとなる福本拓元と出会う。福本の実家は愛媛県でクロレラの販売を行っていた。福本にとって出雲の第一印象は決して良好なものではなかったが、ミドリムシの培養に関心を持った福本は、クロレラの培養施設のある石垣島の八重山殖産を紹介した。2005年（平成17年）8月9日、培養プールを借りる契約上の必要から、出雲・鈴木・福本とライブドア、福本の実家の株式会社ハイクロレラ（現 株式会社エポラ）の出資により、資本金1千万円で株式会社ユーグレナ創業。本社は、六本木ヒルズにあったライブドア本社の一角を間借りした。
2005年（平成17年）12月16日、ミドリムシの培養に成功。人間が生活するために必要な59種類の栄養素をミドリムシがいっぺんに作ってくれる。これまで屋外大量培養は周囲の原生生物などの捕食者に食べられてしまうため不可能とされてきたが、世界で初めて屋外での大量培養に成功しミドリムシの豊富な栄養素を含んだドリンクやサプリメント、化粧品を販売。その功績が認められ同年に日本ベンチャー大賞を授与した。
2006年（平成18年）1月16日、ライブドア本社に強制捜査が入り、ユーグレナもオフィスを追われた。同年2月17日、出雲は自費でライブドアの持ち分を買い取るが、しばらく苦境が続いた。投資コンサルティング会社インスパイア社長の成毛眞が若手部下の永田暁彦を社外取締役（現 取締役CFO）として派遣。500社にミドリムシの説明をしたが全て断られた。そんな中、2008年（平成20年）に501社目の伊藤忠商事が研究開発費を出資、支援。大量発注、幅広い販売ネットワーク＆サポートで順調に売上を伸ばした。
2012年（平成24年）12月20日、ユーグレナは東京証券取引所マザーズに上場。2014年（平成26年）10月に合弁会社グラミンユーグレナ設立。同年12月3日、ユーグレナは東京証券取引所第一部に市場変更した。
2014年（平成26年）、34歳の時にバングラデシュで念願のプロジェクトを実現、ミドリムシが入っている給食を提供した。
2021年（令和3年）ミドリムシを原料に使った燃料で飛行機を飛ばすことに成功。ユーグレナ開発の「ミドリムシ由来のバイオ燃料」を使用した小型ジェット機が鹿児島－羽田間を飛行。この燃料は使用時にCO2を排出するものの原料の成長過程で吸収するため化石燃料よりも排出量の削減に繋がるとし、海外では34万回以上利用されている。次世代燃料に、世界中が期待を寄せる。ミドリムシは将来的に枯渇する心配がないことや、地球環境に優しいサイクルが実現できることが理由である。

## 人物
- 座右の銘は「昨日の不可能を今日可能にする」[18]
- 趣味はピアノ[18]。

## 受賞
- 安藤百福賞平成23年度 第16回発明発見奨励賞[19]
- 2011年 AERA「日本を立て直す100人」[20]
- ジャパンベンチャーアワード2012 経済産業大臣賞[21]
- 世界経済フォーラム ヤング・グローバル・リーダーズ2012[22]
- 2013年度 第15回企業家賞[23]

## 著書
- 『ハマタク、東大生と激論す!』（共著者:浜田卓二郎 北爪宏彰 三根一仁）（2001年11月1日、プレジデント社）ISBN 978-4833490795
- 『「東大に入る」ということ「東大を出る」ということ』（共著者:中島敏 平林慶史）（2003年12月1日、プレジデント社）ISBN 978-4833490962
- 『僕はミドリムシで世界を救うことに決めました。』（2012年12月19日、ダイヤモンド社）ISBN 978-4-478-02182-8
  - 『僕はミドリムシで世界を救うことに決めた。』（2017年2月1日、小学館新書）ISBN 978-4-09-825290-9
- 『新世代CEOの本棚』（共著者:堀江貴文 森川亮 佐渡島庸平 ほか全10名）（2016年3月25日、文藝春秋）ISBN 9784163904283
- 『サステナブルビジネス 「持続可能性」で判断し、行動する会社へ』（2021年1月28日、PHP研究所）ISBN 978-4569847528

Kindle版
- 『未知の価値を売り込む「ゼロ・トゥ・ワン」の交渉術 DIAMOND ハーバード・ビジネス・レビュー論文』（2016年12月19日、ダイヤモンド社）ASIN B01NAHA2SD
- 『子ども時代探検家 高濱正伸の ステキな大人の秘密 VOL.6 出雲充さん篇』（2020年9月27日、エッセンシャル出版社）ASIN B08K99S784

## CD
- 技術力と研究成果を事業化する方法 研究開発型ベンチャーの経営戦略 ユーグレナ CD（2011年9月1日、起業家大学）ISBN 978-4863180673

## 出演

### テレビ
NHK
- サラメシ
- 先人たちの底力 知恵泉　※Eテレ

日本テレビ
- 世界一受けたい授業[3]
- エイキョーさん～芸能人の影響で人生変わっちゃいました～[3]
- news zero[3]
- Oha!4 NEWS LIVE[3]

TBSテレビ
- 金言Picks ～次なる起業家に、知恵をさずける[3]
- はやチャン！[3]
- Nスタ[3]

フジテレビ
- ビジネスStyle[3]

テレビ朝日
- あいつ今何してる?[3]
- スーパーJチャンネル）[3]
- ネオバズ！[3]
- グッド！モーニング [3]
- 夏目と右腕 [3]

テレビ東京
- 推し、教えてください。～話題の社長サンが伝授 毎日がアガる！とっておきの方法～[3]
- ミライダネ！[3]
- Newsモーニングサテライト[3]
- ワールドビジネスサテライト[3]
- Tokyo マヨカラ！[3]
- 戦士の逸品[3]
- ザ・ドキュメンタリー[3]
- インベスターZ
- 日経スペシャル カンブリア宮殿 "ミドリムシ"ビジネス増殖中！ 食品から燃料まで...壮大な夢に挑む34歳（2014年11月13日）[24]

BS-TBS
- サンデーニュース Bizスクエア

BSテレ東
- THE名門校 日本全国すごい学校名鑑

その他
- NewsPicks（AbemaTV）
- 日米マーケットリレー 朝エクスプレス（日経CNBC）
- 賢者の選択　Leaders（BS12）

### ラジオ
文化放送
- 長尾一洋 孫子であきない話
- TheNewsMastersTOKYO＊

ニッポン放送
- 阿部亮のNGO世界一周！

### 雑誌
- プレジデント（プレジデント社）[25]
- GOETHE（幻冬舎）
- 月刊経団連
- 日経サイエンス（日経サイエンス社）
- Forbes
- MEN'S EX（世界文化社）
- 週刊新潮（新潮社）
- 財界（財界研究所）
- 螢雪時代（旺文社）
- 効くビジネス書 徹底ガイド（宝島社）
- THE21（PHP研究所）
- AERA（朝日新聞出版）
- 日経ビジネスアソシエ（日経BP）

### 新聞
- 朝日新聞
- 日本経済新聞
- 日経産業新聞
- 日刊工業新聞